# Debra Messing
Pour les articles homonymes, voir Messing.
 (août 2024).
Si vous disposez d'ouvrages ou d'articles de référence ou si vous connaissez des sites web de qualité traitant du thème abordé ici, merci de compléter l'article en donnant les références utiles à sa vérifiabilité et en les liant à la section « Notes et références ».
Debra Messing est une actrice américaine née le 15 août 1968 à Brooklyn, New York (États-Unis).
Elle est surtout connue pour son interprétation de l'architecte d'intérieur Grace Adler dans la populaire sitcom new-yorkaise Will et Grace, diffusée entre 1998 et 2006 aux États-Unis.
Depuis, elle est la tête d'affiche des éphémères séries dramatiques Starter Wife (2007-2008), Smash (2012-2014) et Les Mystères de Laura (2014-2016).
Finalement, en 2018, elle retrouve l'équipe de Will et Grace pour une nouvelle saison de la série qui l'a révélée.

## Biographie

### Enfance et formation
Debra Messing est née le 15 août 1968. Elle est la fille de Sandy Messing et Brian Messing. Elle a un frère, Brett Messing.

### Carrière

#### Débuts et révélation comique (années 1990)
Elle commence dans la pièce de théâtre Angels in America (en 1993).
Elle débute à la télévision américaine en 1994 dans NYPD Blue et Ned & Stacey. Parallèlement, la comédienne confirme cette montée en puissance en incarnant la jolie Beth, petite-amie du héros, dans deux épisodes (en saison 7 et 8) de la très exposée sitcom Seinfeld.
Ainsi, c'est dans un rôle dramatique qu'elle revient à la télévision : en janvier 1998, elle incarne l'héroïne de la série de science-fiction Prey. La comédienne tourne pour Will et Grace.
En 2002, elle est dirigée par Woody Allen sur Hollywood Ending.
Le succès de la série et un Emmy Award de la meilleure actrice comique en 2003.
En 2004, elle fait partie de la distribution principale de la comédie romantique Polly et moi.
En 2005, elle joue dans la comédie romantique, L'Escorte.

#### Virage dramatique et cinéma (années 2000)

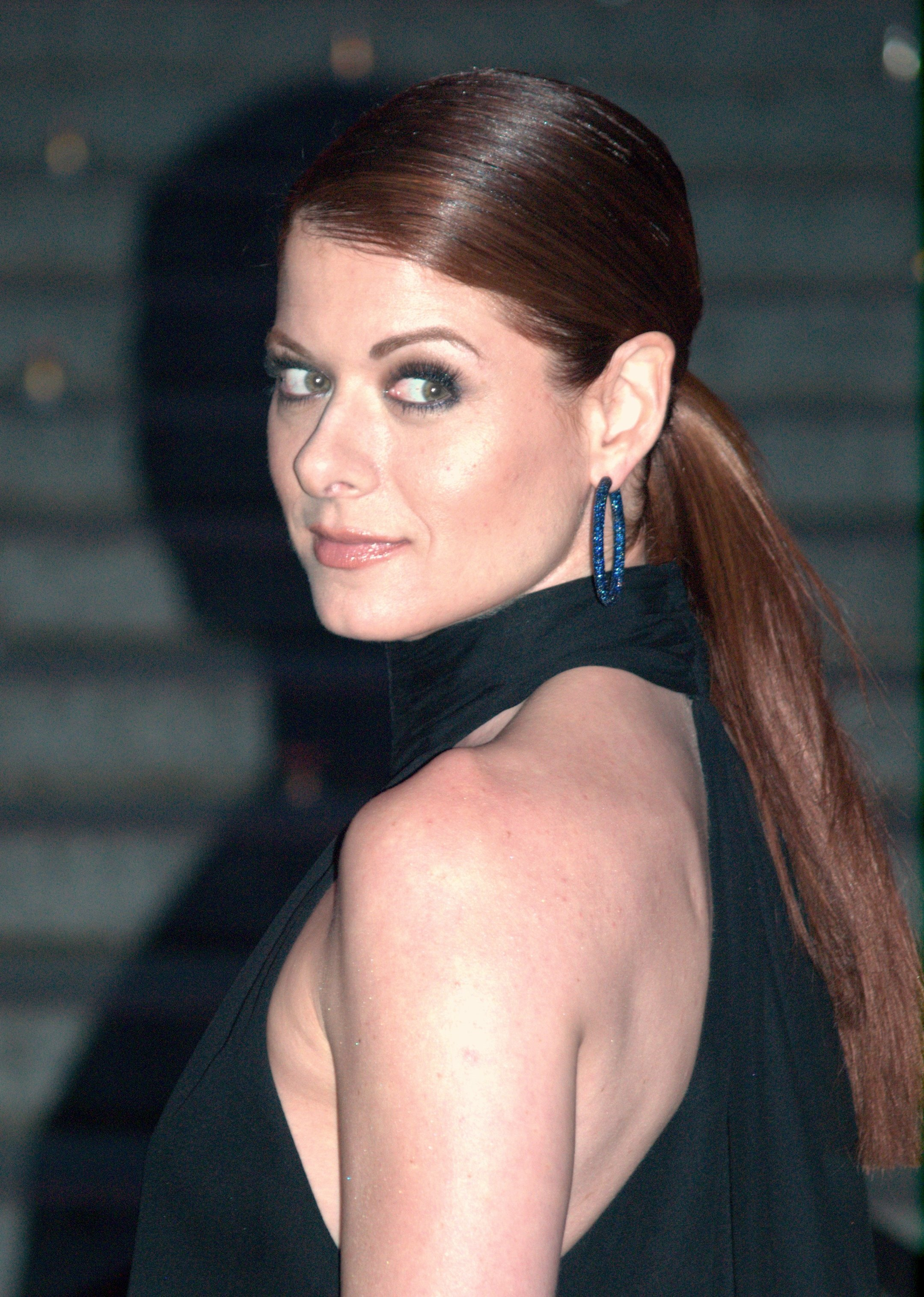
L'actrice au Festival du film de Tribeca 2009, à la soirée de Vanity Fair.

La comédienne choisit d'incarner l'héroïne de Starter Wife.

#### Retour télévisuel et Broadway (années 2010)
Elle participe à un épisode de New York, unité spéciale.
Elle participe à Smash.
Début 2014, l'actrice fait ses débuts à Broadway dans la pièce Outside Mullingar.
En mars 2015, sort le film indépendant Like Sunday, Like Rain.

### Vie privée

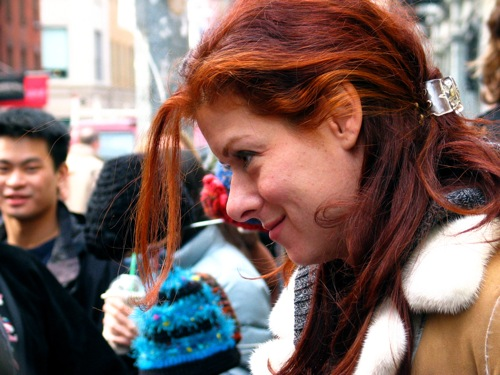
La comédienne en dédicace à New York, en décembre 2005.

Mariée à Daniel Zelman, elle a eu de lui un fils, Roman Walker Zelman. Ils ont divorcé en décembre 2011.

## Filmographie

### Cinéma
- 1995 : Les Vendanges de feu (A Walk in the Clouds) d'Alfonso Arau : Betty Sutton
- 1997 : McHale's Navy : Y a-t-il un commandant à bord ? (McHale's Navy) de Bryan Spicer : Lieutenant Penelope Carpenter
- 1998 : Celebrity de Woody Allen : La reporter télé au bureau de Lupus
- 2002 : La Prophétie des ombres (The Mothman Prophecies) de Mark Pellington : Mary Klein
- 2002 : Hollywood Ending de Woody Allen : Lori Fox
- 2004 : Polly et moi (Along Came Polly) de John Hamburg : Lisa Kramer
- 2004 : Garfield (Garfield : The Movie) de Peter Hewitt : Arlene (voix)
- 2005 : L'Escorte (The Wedding Date) de Clare Kilner : Kat Ellis
- 2006 : Les Rebelles de la forêt (Open Season) de Jill Culton, Roger Allers et Anthony Stacchi : Beth (voix)
- 2007 : Lucky You de Curtis Hanson : Suzanne Offer
- 2007 : Just You (Purple Violets) d'Edward Burns : Kate Scott
- 2008 : Nothing Like the Holidays d'Alfredo Rodriguez de Villa : Sarah Rodriguez
- 2009 : The Women de Diane English : Edie Cohen
- 2015 : Like Sunday, Like Rain de Frank Whaley : Barbara Kipper
- 2016 : Albion (Albion : The Enchanted Stallion) de Castille Landon (en) : la reine
- 2018 : Searching : Portée disparue (Searching) d'Aneesh Chaganty : l'inspectrice Vick
- 2019 : Stucco (court métrage) de Janina Gavankar et Russo Schelling : la conseillère
- 2020 : Irresistible de Jon Stewart : Babs Garnett
- 2020 : The Dark Divide de Tom Putnam : Thea Pyle
- 2022 : Bros de Nicholas Stoller : elle-même
- 2022 : 13 : La comédie musicale (13 : The Musical) de Tamra Davis : Jessica
- 2025 : The Alto Knights de Barry Levinson : Bobbie Costello

### Télévision

#### Séries télévisées
- 1993 : Un autre monde (Another World) : Daisy
- 1994 - 1995 : New York Police Blues (NYPD Blue) : Dana Abandando
- 1995 : Ménage à trois (Partners) : Stacey
- 1995 - 1997 / 2017 : Ned et Stacey (Ned and Stacey) : Stacey Colbert
- 1996 - 1997 : Seinfeld : Beth Lukner
- 1998 : ADN, menace immédiate (Prey) : Dr Sloan Parker
- 1998 - 2006 / 2017 - 2020 : Will et Grace (Will & Grace) : Grace Adler
- 2002 : Les Rois du Texas (King of the Hill) : Mlle Hilgren-Bronson (voix)
- 2007 - 2008 : Starter Wife (The Starter Wife) : Molly Kegan
- 2011 : New York, unité spéciale (Law and Order : Special Victims Unit) : Alicia Harding (saison 12, épisode 17)
- 2012 - 2013 : Smash : Julia Houston
- 2013 : It Could Be Worse : Ann
- 2014 - 2016 : Les Mystères de Laura (The Mysteries of Laura) : Laura Diamond
- 2016 : Will & Grace : #VoteHoney : Grace Adler (mini-épisode)

#### Téléfilms
- 1999 : Jésus de Roger Young : Marie Madeleine
- 2017 : Dirty Dancing de : Marjorie Houseman

## Voix francophones
En France, Emmanuèle Bondeville est la voix française régulière de Debra Messing depuis Will et Grace en 1999.
Au Québec, elle est régulièrement doublée par Marika Lhoumeau.
En France
| - Emmanuèle Bondeville dans : - Will et Grace (série télévisée) - La Prophétie des ombres - Polly et moi - Lucky You - Starter Wife (série télévisée) - Smash (série télévisée) - Les Mystères de Laura (série télévisée) - Dirty Dancing (téléfilm) - Searching : Portée disparue - Bros | - Michèle Lituac dans (les séries télévisées) : - Ned et Stacey (en) - ADN, menace immédiate Et aussi - Monique Nevers dans New York Police Blues (série télévisée) - Juliette Degenne dans Garfield (voix) - Claire Beaudoin dans The Alto Knights |

Au Québec
| - Marika Lhoumeau dans : - Voici Polly - Un homme à tout prix - Noël en famille - Femmes - Recherche |

## Distinctions

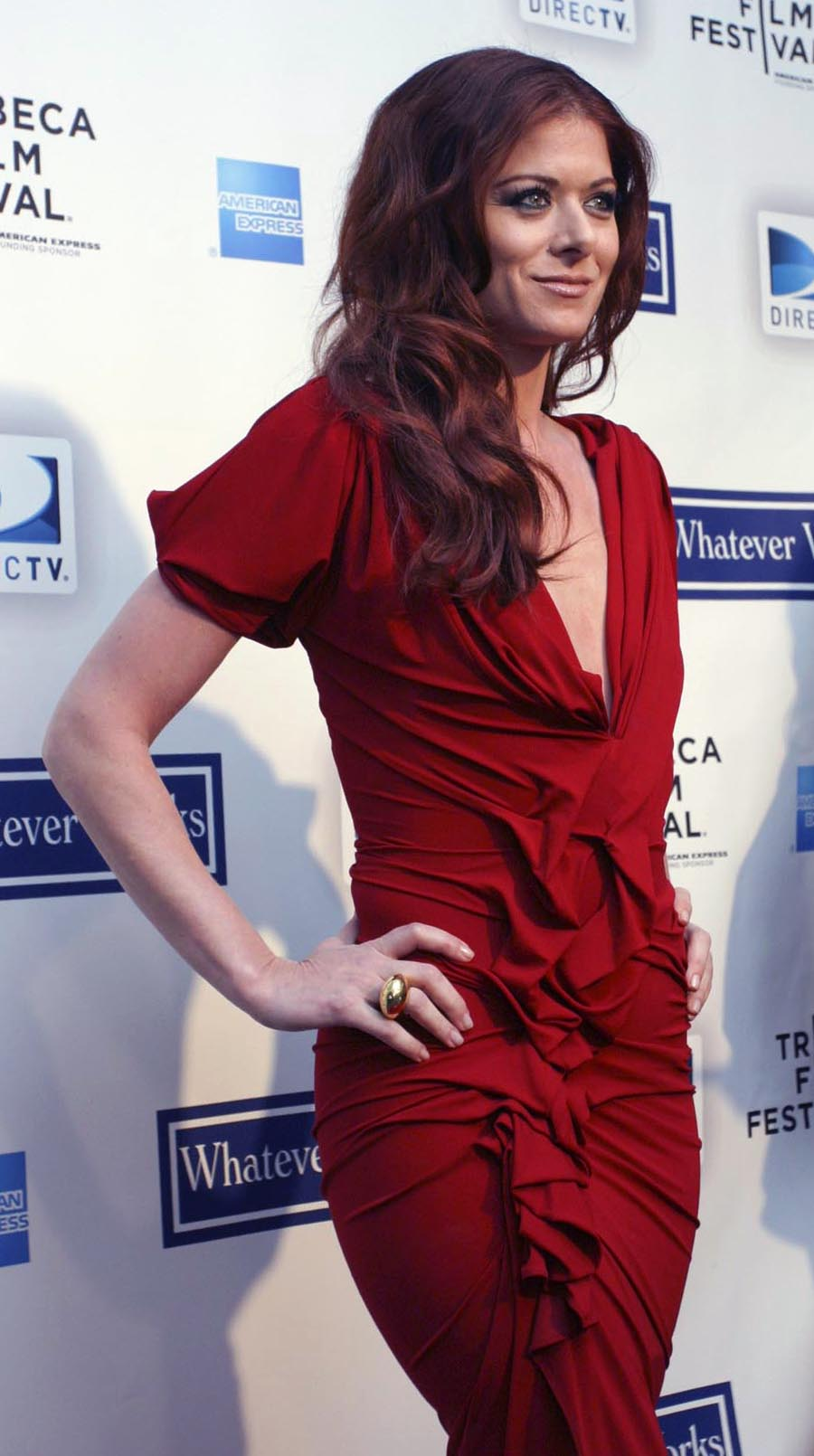
Debra Messing en avril 2009.

### Récompenses
- 2001 : Screen Actors Guild Awards Meilleur casting pour une série de comédie - Will et Grace
- 2003 : Emmy Awards Meilleure actrice dans une série d'humour - Will et Grace

### Nominations
- 2000 :
  - Golden Globes Meilleure actrice dans une série télévisée musicale ou comique - Will et Grace
  - Emmy Awards Meilleure actrice dans une série d'humour - Will et Grace
- 2001 :
  - Golden Globes Meilleure actrice dans une série télévisée musicale ou comique - Will et Grace
  - Emmy Awards Meilleure actrice dans une série d'humour - Will et Grace
  - Screen Actors Guild Awards Meilleure actrice dans une série de comédie - Will et Grace
- 2002 :
  - Golden Globes Meilleure actrice dans une série télévisée musicale ou comique - Will et Grace
  - Emmy Awards Meilleure actrice dans une série d'humour - Will et Grace
  - Screen Actors Guild Awards Meilleur casting pour une série de comédie - Will et Grace
- 2003 :
  - Golden Globes Meilleure actrice dans une série télévisée musicale ou comique - Will et Grace
  - Screen Actors Guild Awards Meilleur casting pour une série de comédie - Will et Grace
- 2004 :
  - Golden Globes Meilleure actrice dans une série télévisée musicale ou comique - Will et Grace
  - Screen Actors Guild Awards Meilleure actrice dans une série de comédie - Will et Grace
  - Screen Actors Guild Awards Meilleur casting pour une série de comédie - Will et Grace
- 2005 :
  - Golden Globes Meilleure actrice dans une série télévisée musicale ou comique - Will et Grace
  - Screen Actors Guild Awards Meilleur casting pour une série de comédie - Will et Grace
- 2006 : Emmy Awards Meilleure actrice dans une série d'humour - Will et Grace